# Тень Чикатило
«Тень Чикатило» — российский художественный сериал режиссёров Сарика Андреасяна и Давида Дадунашвили, спин-офф сериала «Чикатило», рассказывающий об «ангарском маньяке». Премьерный показ начался 4 апреля 2024 года в онлайн-кинотеатре «Okko».

## Сюжет
Главные герои сериала — следственная группа, занимавшаяся поимкой Чикатило. Они отправляются в Иркутскую область, чтобы расследовать дело «ангарского маньяка» — Дмитрия Попцова, решившего догнать и перегнать своего кровавого кумира.

## В ролях
- Фёдор Лавров — Дмитрий Попцов (прототип Михаил Попков)
- Николай Козак — Александр Семёнович Ковалёв, замначальника Главного управления уголовного розыска МВД России, полковник милиции
- Дмитрий Власкин — Виталий Иннокентьевич Витвицкий, психолог, капитан милиции
- Юлия Афанасьева — Ирина Алексеевна Овсянникова (позже Витвицкая), старший лейтенант милиции
- Олег Каменщиков — Эдуард Константинович Липягин, майор милиции, начальник ОУР ОВД Ангарска
- Евгений Шириков — Олег Николаевич Горюнов, майор ФСБ России
- Вячеслав Разбегаев — министр внутренних дел РФ
- Дмитрий Нагиев — Андрей Романович Чикатило
- Мария Ахметзянова — Алёна Синельникова, журналист
- Георгий Мартиросьян — Владимир Панкратович, генерал-полковник милиции, зам. министра / министр МВД РФ
- Анна Бегунова — Викуля
- Валерия Богданова — Санька
- Дарья Бурлюкало — Зина

## Сезоны
| Сезон | Сезон | Серии | Период трансляции           |
| ----- | ----- | ----- | --------------------------- |
|       | 1     | 8     | 4 апреля — 23 мая 2024 года |

## Производство и релиз
Съёмки сериала начались в июне 2023 года и продлились до конца лета. Режиссёрами стали Сарик Андреасян и Давид Дадунашвили, сценарий написал Сергей Волков. В сериале будет восемь эпизодов. Премьерный показ начался 4 апреля 2024 года в онлайн-кинотеатре «Okko».